# Colección Cine Silente Colombiano
La Colección Cine Silente Colombiano es una colección de películas publicada en 2012 por la Fundación patrimonio fílmico colombiano con el apoyo de Proimágenes Colombia y el Ministerio de Cultura. Incluye diez discos compactos. Estas obras iniciales, situadas principalmente a mediados de la década de 1920, constituyen uno de los pilares fundamentales en las películas argumentales colombianas.
Reúne la totalidad del legado de la Cinemateca Colombiana que presidió Hernando Salcedo Silva de las películas silentes de 1924-1926, inspiradas en obras literarias o teatrales o que se ocupan de hechos históricos o de ficción, junto con algunos registros noticiosos, documentales y crónicas sobre la producción, distribución y promoción del oficio cinematográfico.

## Contenido
| Disco | Título                                                 | Director                                   | Tipo                  | Año       |
| ----- | ------------------------------------------------------ | ------------------------------------------ | --------------------- | --------- |
| 1     | Garras de oro                                          | P.P. Jambrina                              | Película              | 1926      |
| 2     | Manizales City                                         | Félix R. Restrepo                          | Documental            | 1925      |
| 3     | Bajo el cielo antioqueño                               | Arturo Acevedo Vallarino                   | Película              | 1925      |
| 4     | Bajo el cielo antioqueño                               | Arturo Acevedo Vallarino                   | Película              | 1925      |
| 5     | Alma provinciana                                       | Félix Joaquín Rodríguez                    | Película              | 1926      |
| 6     | Alma provinciana                                       | Félix Joaquín Rodríguez                    | Película              | 1926      |
| 7     | Archivo histórico y cinematográfico de los Acevedo     | Acevedo e hijos                            | Fragmentos de archivo | 1915-1933 |
| 7     | Acevedo e hijos: por un arte propio                    | Juan Carlos Arango Espitia                 | Documental            | 2006      |
| 8     | La tragedia del silencio                               | Arturo Acevedo Vallarino                   | Película              | 1924      |
| 8     | Más allá de la Tragedia del Silencio                   | Jorge Nieto                                | Documental            | 1987      |
| 8     | Los Di Doménico: pioneros del cine colombiano          | Juan Carlos Arango Espitia                 | Documental            | 2006      |
| 9     | Madre                                                  | Samuel Velásquez                           | Película              | 1924      |
| 9     | Aura o las Violetas                                    | Pedro Moreno Garzón y Vincenzo Di Domenico | Película              | 1924      |
| 9     | Como los muertos                                       | Pedro Moreno Garzón y Vincenzo Di Domenico | Película              | 1924      |
| 9     | 1897-1937: cuatro décadas del cine silente en Colombia | Juan Carlos Arango Espitia                 | Documental            | 2006      |
| 10    | El amor, el deber y el crimen                          | Pedro Moreno Garzón y Vincenzo Di Domenico | Película              | 1926      |
| 10    | En Busca de María                                      | Luis Ospina y Jorge Nieto                  | Documental            | 1985      |